# Іоаким (Матвійович)
Іоаким II Матвійович (д/н —1550) — церковний діяч часів Великого князівства Литовського.

## Життєпис
Походив із заможного білоруського шляхетського роду. Вважається родичем Київського митрополита Йосифа III. Був священником Покровської церкви у місті Вільно. Близько 1546 року отримав королівську грамоту на архімандрію Києво-Печерського монастиря. Після цього прийняв чернечий постриг під ім'ям Іоаким (деякі дослідники помилково вважають — Іларіон). Подарував свій будинок Покровській церкві.
Настоятельство присвятив відновленню майнових прав монастиря. Помер 1550 року. Новим архімандритом було призначено Іларіона I.